# Boniface III
Pour les articles homonymes, voir Boniface.
Boniface III (en latin : Bonifatius III), né à Rome, est le 66e pape de l'Église catholique du 19 février 607 au 12 novembre 607. Malgré son court pontificat, il a apporté une contribution significative à l'Église catholique.

## Biographie

### Début de carrière
Fils de Iohannes Cataadioce ou Kataandiokes (Jean Candiote), Boniface naît à Rome d'une famille grecque. Alors qu'il est diacre, il impressionne le pape Grégoire Ier, qui le décrit comme un homme « de foi et de caractère éprouvés » et le choisit pour être apocrisiaire papal à la cour impériale de Constantinople en 603. C'est une période importante de sa vie qui contribue à façonner sa papauté courte mais mouvementée. 
En tant qu'apocrisiaire, Boniface a l'oreille de l'empereur byzantin Phocas et est tenu en estime par celui-ci. Cela s'avère important lorsqu'il est chargé par le pape Grégoire d'intercéder auprès de l'empereur en faveur de l'évêque Alcison de Cassiope sur l'île de Corfou. Alcison trouve son épiscopat usurpé par l'évêque Jean d'Eurie en Épire, qui a fui avec son clergé pour échapper aux attaques des Slaves et des Avars. Jean, en sécurité à Corfou, ne se contente pas de servir sous les ordres de l'évêque Alcison ; au lieu de cela, il entreprend d'essayer d'usurper son autorité épiscopale. Normalement, ce comportement n'aurait pas été toléré, mais l'empereur Phocas, qui sympathise avec l'évêque Jean, n'est pas enclin à intervenir. Alcison fait appel au pape Grégoire, qui laisse Boniface résoudre le problème. Dans un coup de génie diplomatique, Boniface parvient à réconcilier toutes les parties tout en conservant la confiance de l'empereur. 

### Pontificat

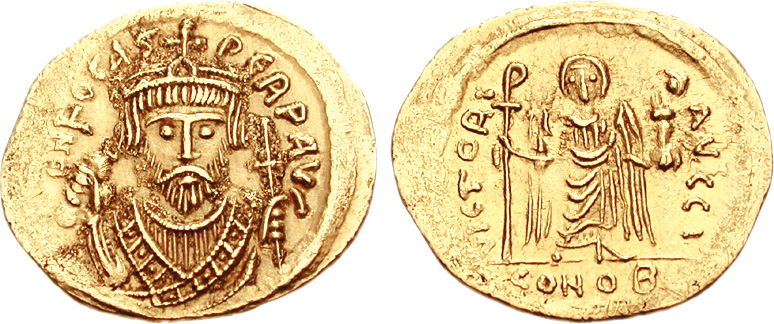
Monnaie de l'empereur byzantin Phocas vers 602–610.

Il y a peu d'informations sur le court pontificat de Boniface III.
Boniface est élu pour succéder à Sabinien, décédé en février 606, mais son retour de Constantinople à Rome est retardé de près d'un an. Il y a beaucoup de débats sur la raison pour laquelle le poste est resté si longtemps vacant. Certains historiens pensent que c'est pour permettre à Boniface d'achever son travail à Constantinople, mais l'opinion la plus répandue est que la ratification impériale a été retardée en raison de dissensions entre ceux qui soutiennent la politique de Grégoire Ier et les autres. On pense que Boniface lui-même aurait pu insister pour que l'élection elle-même soit canoniquement correcte et libre et aurait donc refusé la papauté jusqu'à ce qu'il soit convaincu de la régularité absolue de la procédure.
Boniface III apporte deux changements importants dans la procédure d'élection papale, émis lors d'un synode tenu à Rome, démontrant sa volonté de la maintenir à l'abri de toute ingérence extérieure. La première est la promulgation d'un décret interdisant du vivant d'un pape à quiconque de discuter de la nomination de son successeur ou de prendre des dispositions sous peine d'excommunication. Le deuxième changement établit qu'aucune mesure ne peut être prise pour pourvoir à un successeur papal avant trois jours après les funérailles du pontife. Cela suggère qu'il est sérieux dans son désir de maintenir les élections papales libres.
L'autre acte notable de Boniface résulte de sa relation étroite avec l'empereur Phocas. Il obtient du souverain la reconnaissance formelle du primat de Rome sur Constantinople et une politique plus active pour lutter contre le schisme des Trois Chapitres en Vénétie et en Istrie. Il sollicite et obtient un décret de Phocas qui réaffirme que « le Siège du Bienheureux Pierre Apôtre serait le chef de toutes les Églises », garantissant ainsi que le titre d'« évêque universel » appartient exclusivement à l'évêque de Rome et met effectivement fin à la tentative du patriarche Cyriaque de Constantinople de se présenter comme « évêque universel ». En réalité, le décret impérial est un acte exclusivement politique, puisque Phocas se trouve en conflit ouvert avec Cyriaque ; une telle démarche tend surtout à le discréditer auprès du siège de Rome, avec lequel il peut ainsi entretenir également de bonnes relations. Cependant, d'un point de vue juridique, le décret réitère simplement l'acte de Justinien Ier qui, déjà en 518, sous le règne du pape Hormisdas, reconnut légalement la primauté du pontificat romain.
Boniface III est enterré dans l'antique basilique vaticane à Rome le 12 novembre 607.